# Wincenty Myszor
Wincenty Wilhelm Myszor (ur. 22 maja 1941 w Chełmie Śląskim, zm. 19 lutego 2017 w Katowicach) – polski duchowny katolicki, prałat, profesor nauk humanistycznych, patrolog, koptolog oraz znawca tekstów gnostyckich.

## Życiorys
Po ukończeniu I Liceum Ogólnokształcącego im. Tadeusza Kościuszki w Mysłowicach wstąpił do Wyższego Śląskiego Seminarium Duchownego w Krakowie. 6 czerwca 1965 otrzymał święcenia kapłańskie w katowickiej katedrze Chrystusa Króla z rąk biskupa Herberta Bednorza. 
Był członkiem Komitetu Nauk Teologicznych PAN oraz Association Internationale des Etudes Byzantines. Zajmował się historią starożytnego chrześcijaństwa i literaturą starochrześcijańską. W latach 1981–1995 był redaktorem naczelnym Rady Naukowej Śląskich Studiów Historyczno-Teologicznych. W 2000 arcybiskup Damian Zimoń mianował go dziekanem-organizatorem, a w latach 2001-2008 dziekanem Wydziału Teologicznego Uniwersytetu Śląskiego.
Opublikował m.in. polskie przekłady tekstów z Nag Hammadi oraz liczne tłumaczenia tekstów gnostyckich (np. Gnostycyzm w tekstach z Nag Hammadi, Anapausis w teologii chrześcijańskich gnostyków) oraz polski przekład Ewangelii Judasza (Katowice 2006). Książka zawiera pierwszy polski przekład Ewangelii Judasza z oryginału w dwóch wersjach. Tłumaczenie A opatrzone jest naukowym komentarzem w przypisach, z podziałem na strony i wiersze, zgodnie z koptyjskim rękopisem. Tłumaczenie B zawiera wersję na tyle swobodną, na ile pozwala koptyjski oryginał. 
Opracował podręcznik do nauki języka koptyjskiego Język koptyjski - kurs podstawowy dialektu saidzkiego (Warszawa 1998), a także wraz z Albertyną Dembską Podręczny słownik koptyjsko-polski i Chrestomatię koptyjską.
W 2003 został odznaczony przez Stolicę Apostolską godnością kapelana Jego Świątobliwości.
W 2006 otrzymał na wniosek Katolickiego Uniwersytetu Lubelskiego nagrodę zespołową Ministra Nauki i Szkolnictwa Wyższego za współautorstwo syntezy Literatura Grecji starożytnej (t. I i II).
21 maja 2009 obchodził 40-lecie swojej pracy naukowej. Z tej okazji na Wydziale Teologicznym Uniwersytetu Śląskiego w Katowicach odbyła się uroczystość wręczenia księgi jubileuszowej. W 2013 został wyróżniony nagrodą Lux ex Silesia za całokształt kariery naukowej.
Zmarł w Katowicach 19 lutego 2017. 23 lutego 2017 został pochowany na cmentarzu parafialnym w Chełmie Śląskim.
Pośmiertnie został mu przyznany przez Kapitułę Nagrody Stowarzyszenia Wydawców Katolickich FENIKS 2017 za dorobek naukowy, translatorski oraz działalność dydaktyczną.
Jego młodszym bratem jest ks. prof. Jerzy Myszor.